# Stolberg (Rhld.)
Stolberg (Rheinland) (ufficialmente: Stolberg (Rhld.)) è una città di 56 103 abitanti della Renania Settentrionale-Vestfalia, in Germania.
Appartiene al distretto governativo (Regierungsbezirk) di Colonia ed alla regione urbana (StädteRegion) di Aquisgrana (targa AC).
Stolberg si fregia del titolo di "Media città di circondario" (Mittlere kreisangehörige Stadt).

## Geografia fisica

### Posizione
La città, che si estende su una superficie di 98,52 km², ha una popolazione di circa 58 000 abitanti.

### Suddivisione amministrativa
Stolberg si suddivide in 17 Ortsteile, tra distretti cittadini e frazioni.
| Ortsteil      | Abitanti |
| ------------- | -------- |
| Atsch         | 4 090    |
| Breinig       | 4 987    |
| Breinigerberg | 971      |
| Büsbach       | 7 192    |
| Donnerberg    | 5 610    |
| Dorff         | 611      |
| Gressenich    | 2 566    |
| Mausbach      | 4 657    |
| Münsterbusch  | 6 948    |

| Ortsteil            | Abitanti |
| ------------------- | -------- |
| Oberstolberg        | 7 608    |
| Schevenhütte        | 706      |
| Unterstolberg       | 5 579    |
| Venwegen            | 1 491    |
| Vicht               | 1 879    |
| Vicht-Breinigerberg | 41       |
| Werth               | 1 032    |
| Zweifall            | 2 055    |

## Galleria d'immagini

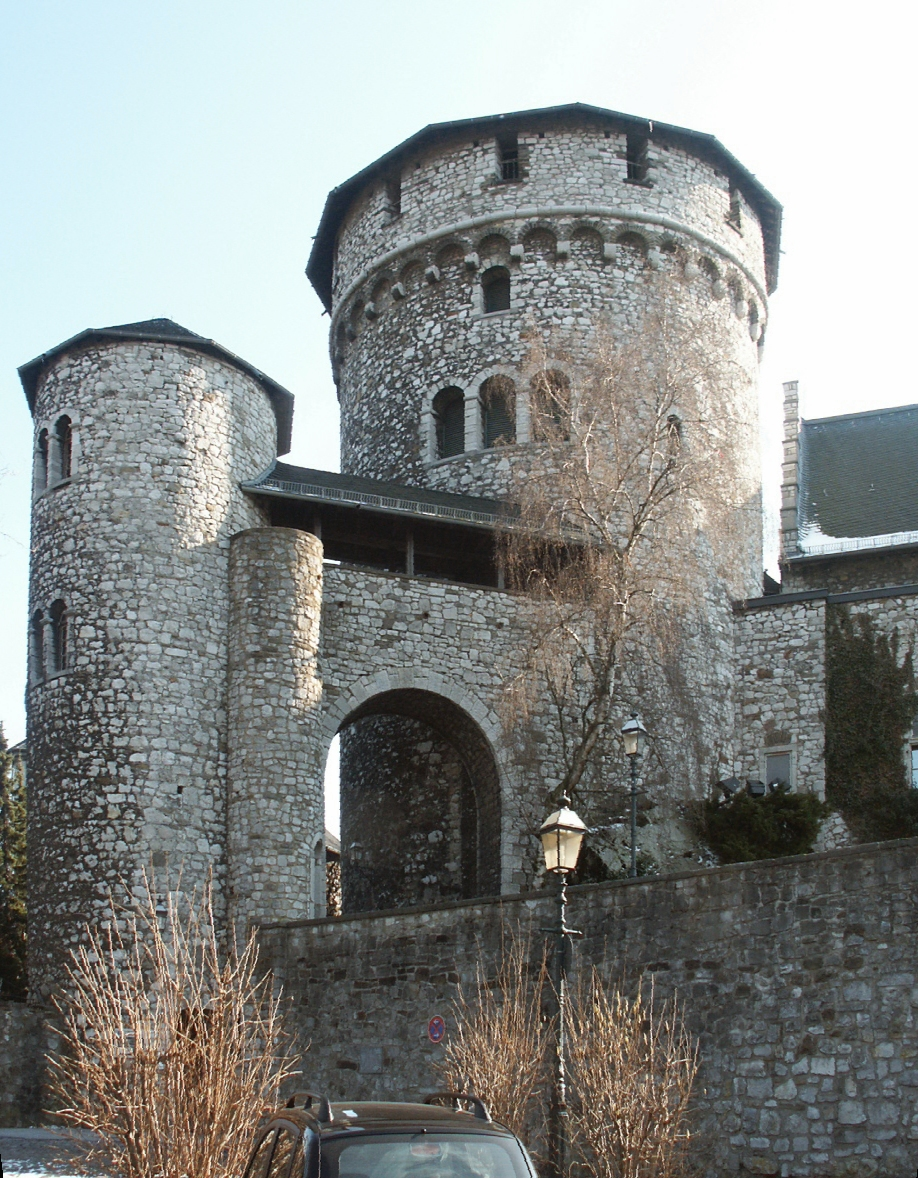
Castello
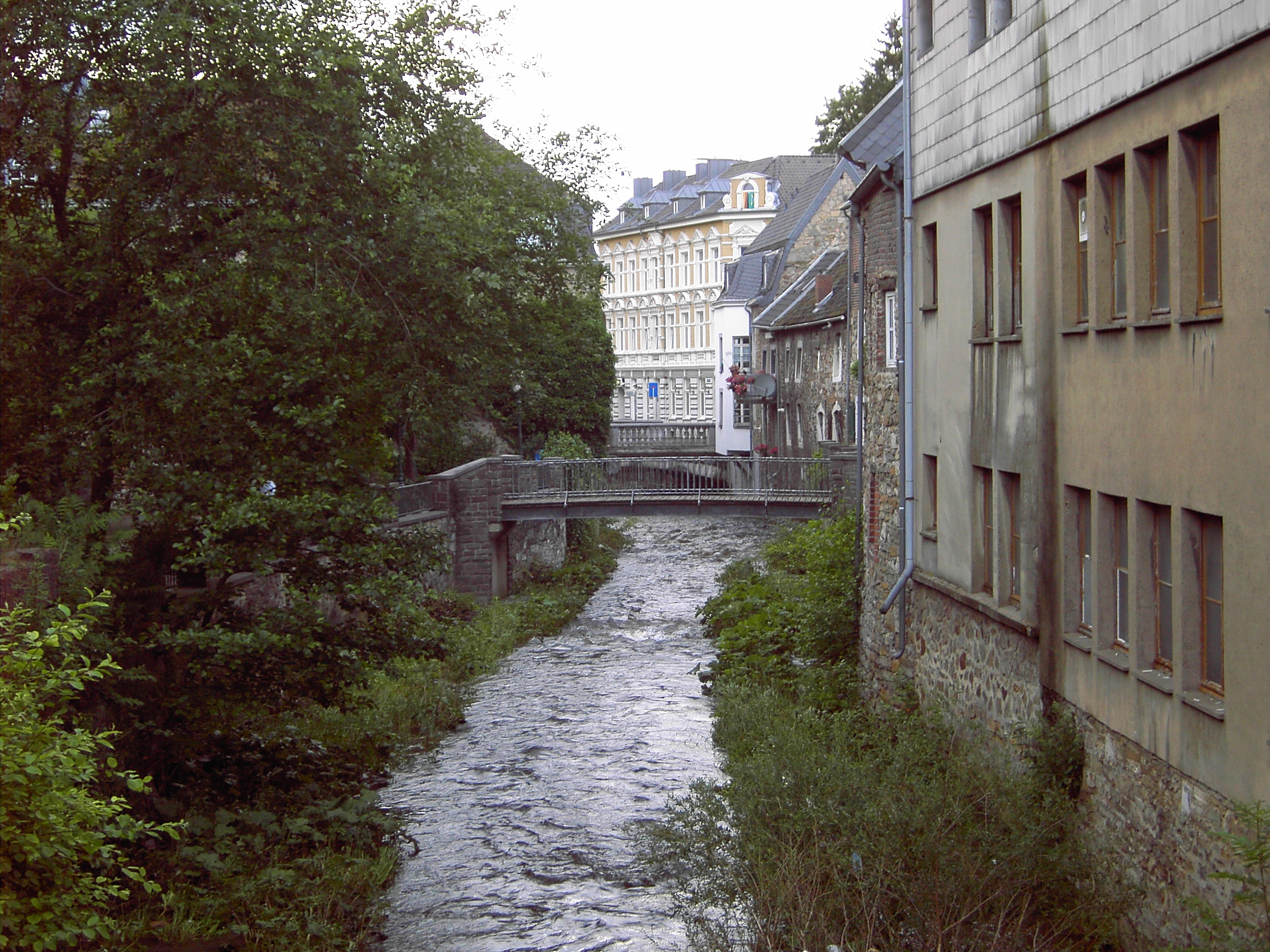
Vichtbach
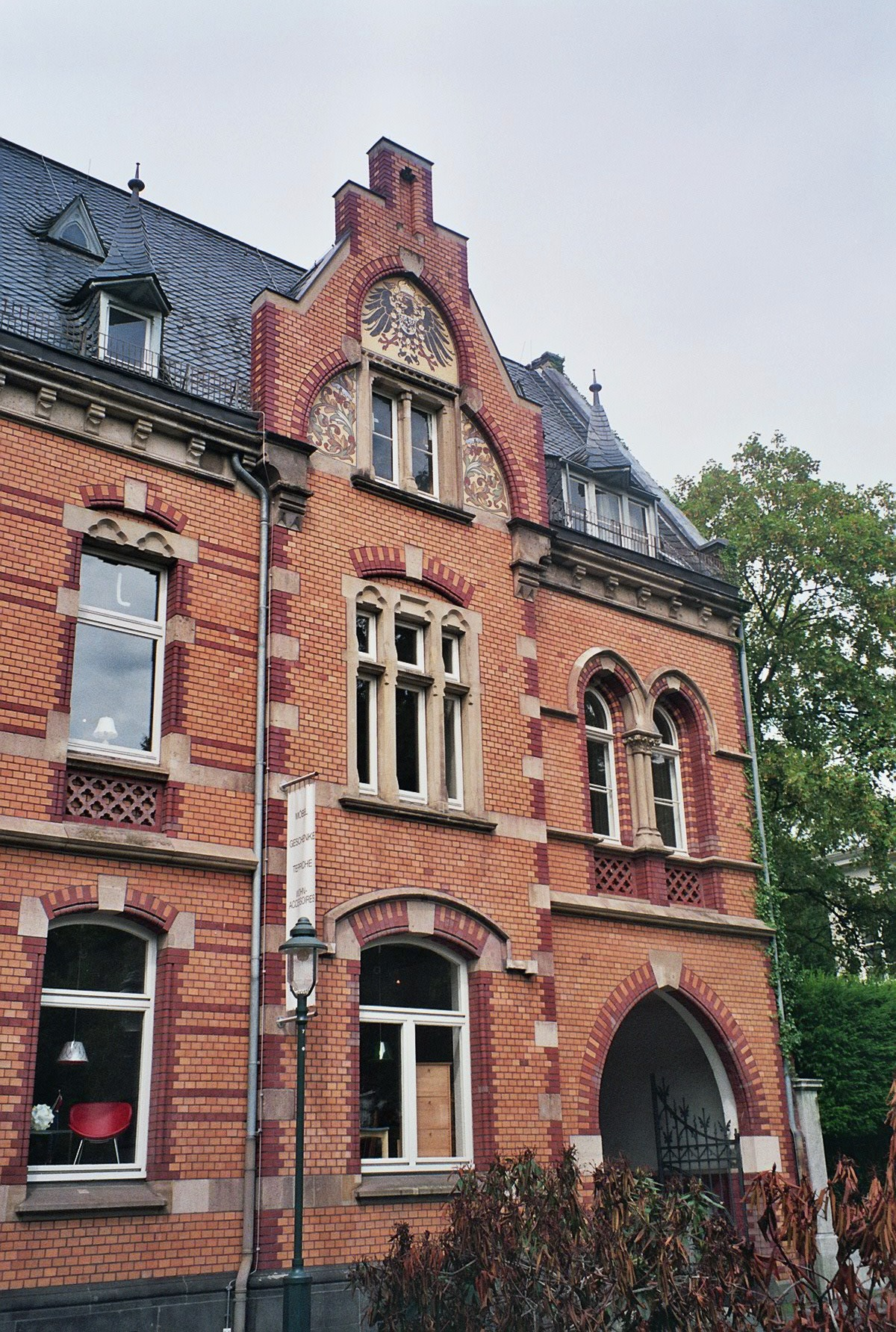
Vecchio edificio postale
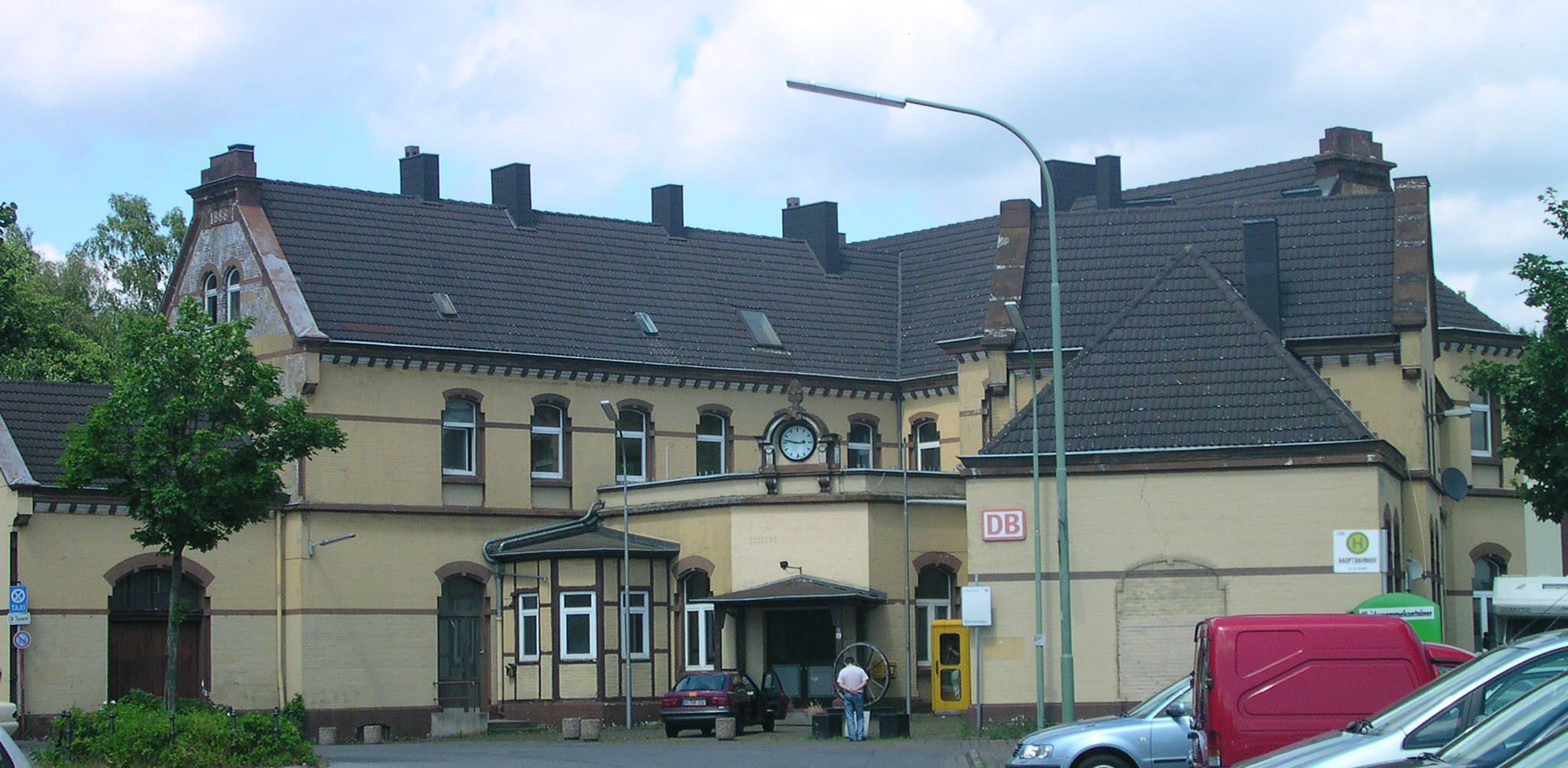
Stazione ferroviaria

### Esplicative
1. ↑  Letteralmente: "Stolberg (Renania)".

### Bibliografiche
1. 1 2  Ente statistico della Renania Settentrionale-Vestfalia - Dati sulla popolazione